# Хвидовре ИФ
Хвидовре ИФ (на датски: Hvidovre Idrætsforening, кратки форми Хвидовре, произнася се [ˈviðˌɒwʁɐ ˌiˀˈef])) е датски футболен отбор от едноименния град Хвидовре. 

## История
Хвидовре е основан е на 15 октомври 1925 година. Състезава се в Датска Суперлига. Цветовете на отбора са червено и синьо. Играе на „Про Вентилейшън Арена“ с капацитет 12 000 зрители. Трикратен шампион на Дания (1966, 1973, 1991) и веднъж носител на купата на Дания (1980).

## Постижения
- Датска Суперлига
  -  Шампион (3): 1966, 1973, 1991
  -  Второ място (1): 1971
  -  Бронзов медалист (1): 1970
- Първа дивизия
  -  Носител (1): 1995/96
  -  Второ място (1): 2022/23
- Втора дивизия
  -  Шампион (3): 1960, 2021/13, 2017/18
  -  Второ място (1): 2011/12